# Comuna de Siewierz
Siewierz (polaco: Gmina Siewierz) é uma gminy (comuna) na Polónia, na voivodia de Santa Cruz e no condado de Będziński. A sede do condado é a cidade de Siewierz.
De acordo com os censos de 2004, a comuna tem 12 238 habitantes, com uma densidade 105,7 hab/km².

## Área
Estende-se por uma área de 115,76 km², incluindo:
- área agricola: 55%
- área florestal: 30%

## Demografia
Dados de 30 de Junho 2004:
|                      | Total   | Total | Mulheres | Mulheres | Homens  | Homens |
| -------------------- | ------- | ----- | -------- | -------- | ------- | ------ |
|                      | pessoas | %     | pessoas  | %        | pessoas | %      |
| População            | 12 238  | 100   | 6297     | 51,5     | 5941    | 48,5   |
| Densidade (pop./km²) | 105,7   | 100   | 54,4     | 54,4     | 51,3    | 51,3   |

De acordo com dados de 2002, o rendimento médio per capita ascendia a 1437,56 zł.

## Subdivisões
- Brudzowice, Dziewki, Gołuchowice, Leśniaki, Nowa Wioska, Podwarpie, Tuliszów, Warężyn, Wojkowice Kościelne, Żelisławice.

## Comunas vizinhas
- Dąbrowa Górnicza, Koziegłowy, Łazy, Mierzęcice, Myszków, Ożarowice, Poręba